# 조쿄력

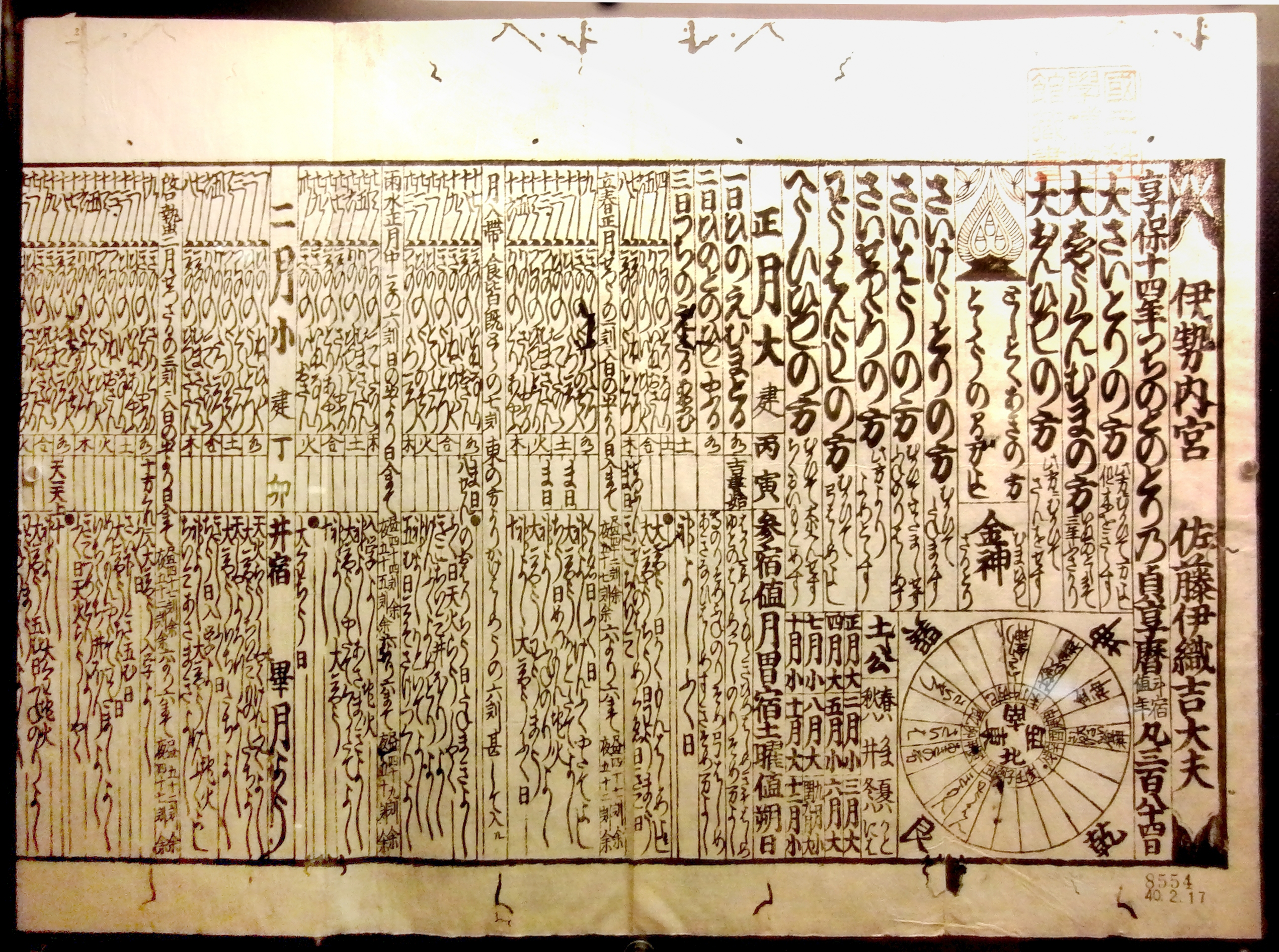
정향 14년(서기 1729년)판 조쿄력. 국립과학박물관 소장.

조쿄력(일본어: 貞享暦 조쿄레키[*], 정향력)은 에도시대 일본에서 제작된 태음태양력의 일종이다. 화력(일본에서 사용된 역법) 가운데 최초로 일본인이 제작한 것으로, 제작자는 시부카와 하루미다. 조쿄 2년 음력 1월 초하루(서기 1685년 양력 2월 4일)부터 선명력을 대체하여 호레키 4년 음력 12월 30일(서기 1755년 양력 2월 10일)까지 70년 간 사용된 뒤 호레키력으로 대체되었다.
시부카와는 원나라의 수시력을 바탕으로, 일본에서의 천문관측을 직접 수행한 결과, 중국과 일본의 경도 차이를 수시력에 가미하여 정향력을 제작했다. 이것이 최초의 일본 독자 역법이었기 때문에 시부카와는 역법의 이름을 대화력(일본어:  大和暦 야마토레키[*])라고 명명했다.
당시 사용되던 선명력은 800년 넘게 사용되었기 때문에, 오차가 누적되어 실제 천행보다 2일 앞서고 있었다. 이에 따라 각지에서 독자적으로 민간력을 발행했고, 이 민간력들이 또 서로 통일되어 있지 않았기 때문에 역법의 전국통일을 꾀할 필요가 있었다.  원래 조정에서는 명나라의 대통력으로 개력할 예정이었고 이 예정에 따라 정향 원년 음력 3월 3일(서기 1684년 양력 4월 17일) 대통력개력 조칙까지 발표되었다. 그러나 시부카와가 채용을 신청한 대화력을 채택하기로 하고, 당시 연호를 따서 정향력이라고 명명했다. 시부카와는 이 공로로 막부 산하 천문방에 취직했다.
800년 만의 개력이었기 때문에 당대 장안의 화제였고, 이하라 사이카쿠의 『역』(暦), 치카마츠 몬자에몬의 『현녀수습병신력』(賢女手習並新暦) 등 정향개력을 기록한 저술들이 집필되었다.

## 같이 보기
- 간지
- 조쿄 (에도 시대)